# Towarzystwo klasyfikacyjne
Towarzystwo klasyfikacyjne – państwowa lub prywatna organizacja rzeczoznawcza zajmująca się głównie klasyfikacją jednostek pływających. Zwykle ma placówki i przedstawicielstwa w najważniejszych portach na całym świecie i zatrudnia inspektorów i rzeczoznawców.
Nadzór nad nowo budowaną jednostką jest sprawowany dwuetapowo poprzez:
1. zatwierdzanie dokumentacji,
2. przegląd zasadniczy.

Istniejące jednostki pływające są poddawane przeglądom konwencyjnym oraz klasyfikacyjnym poprzez przeglądy:
1. przegląd roczny,
2. przegląd pośredni (2. lub 3. przegląd roczny od odnowienia klasy),
3. przegląd dla odnowienia klasy (5. przegląd roczny).

Do trzech największych towarzystw klasyfikacyjnych pod względem ilości statków należą, LR, DNV oraz ABS. Są to towarzystwa tworzące tak zwaną wielką trójcę. Najbardziej renomowane towarzystwa zrzeszone są w International Association of Classification Societies, IACS, lub zostały uznane przez Europejską Agencję do spraw Bezpieczeństwa na Morzu, EMSA.

## Najważniejsze towarzystwa klasyfikacyjne
| Nazwa                                                                        | Skrót  | Rok założenia | Siedziba centrali | IACS | EMSA |
| Lloyd’s Register of Shipping                                                 | LR     | 1760          | Londyn            | x    | x    |
| Bureau Veritas                                                               | BV     | 1828          | Paryż             | x    | x    |
| Registro Italiano Navale                                                     | RINA   | 1861          | Genua             | x    | x    |
| American Bureau of Shipping                                                  | ABS    | 1862          | Houston           | x    | x    |
| Det Norske Veritas                                                           | DNV    | 1864          | Oslo              | x    | x    |
| Germanischer Lloyd                                                           | GL     | 1867          | Hamburg           | x    | x    |
| Nippon Kaiji Kyokai                                                          | NKK    | 1899          | Tokio             | x    | x    |
| Rosyjski Morski Rejestr Nawigacyjny (Российский морской регистр судоходства) | RS     | 1913          | Petersburg        | x    | x    |
| Hellenic Register of Shipping (Ελληνικός Νηογνώμων)                          | HR     | 1919          | Pireus            | –    | x    |
| Polski Rejestr Statków                                                       | PRS    | 1936          | Gdańsk            | x    | x    |
| China Classification Society                                                 | CCS    | 1956          | Pekin             | x    | x    |
| Korean Register of Shipping                                                  | KR     | 1960          | Daejeon           | x    | x    |
| Registro Internacional Naval                                                 | RINAVE | 1973          | Paryż             | –    | x    |
| Indian Register of Shipping                                                  | IRS    | 1975          | Mumbaj            | x    | –    |